# Moderne Variante (Aljechin-Verteidigung)
|   | a | b | c | d | e | f | g | h |   |
| 8 |   |   |   |   |   |   |   |   | 8 |
| 7 |   |   |   |   |   |   |   |   | 7 |
| 6 |   |   |   |   |   |   |   |   | 6 |
| 5 |   |   |   |   |   |   |   |   | 5 |
| 4 |   |   |   |   |   |   |   |   | 4 |
| 3 |   |   |   |   |   |   |   |   | 3 |
| 2 |   |   |   |   |   |   |   |   | 2 |
| 1 |   |   |   |   |   |   |   |   | 1 |
|   | a | b | c | d | e | f | g | h |   |

Die moderne Variante der Aljechin-Verteidigung nach 4. Sg1–f3
Die moderne Variante ist eine Variante der Aljechin-Verteidigung des Schachspiels. Sie wird gekennzeichnet durch den 4. Zug von Weiß und ist unter dem ECO-Code B04 verzeichnet.
Weit mehr als die Hälfte aller mit der Aljechin-Verteidigung gespielten Partien beginnt inzwischen mit dieser Zugfolge:
1. e2–e4 Sg8–f6 2. e4–e5 Sf6–d5 3. d2–d4 d7–d6 4. Sg1–f3
Die folgenden Abspiele gelten als die gebräuchlichsten Fortsetzungen:
4. … Lc8–g4 5. Lf1–e2 e7–e6 ist die Hauptvariante, wodurch der weißfeldrige Läufer von Schwarz einer möglichen Einschließung entgeht. Im weiteren Verlauf 6. 0–0 Lf8–e7 7. c2–c4 Sd5–b6 8. Sb1–c3 0–0 9. Lc1–e3 d6–d5 10. c4–c5 Lg4xf3 führte Efim Geller 11. g2xf3 ein, um den angegriffenen Sb6 auf c4 abtauschen zu können und anschließend den Bauern auf c4 zu gewinnen.
5. Lf1–e2 c7–c6 (Flohr-System)
5. h2–h3 (Panow-Variante)
4. … g7–g6 (Alburt-Variante) 5. Lf1–c4 Sd5–b6 6. Lc4–b3 Lf8–g7 7. 0–0 oder schärfer 7. Sf3–g5. Eine Partie mit originellem Abschluss wurde von Nigel Short gewonnen. (Siehe Nigel Short#Partiebeispiel)
4. … d6xe5 5. Sf3xe5 c7–c6 mit Deckung des Springers d5 ist die sinnvolle Modifizierung des Kengis-Systems 5. … g7–g6 durch Tony Miles. Bent Larsen führte 5. … Sb8–d7 ein, worauf der Einschlag 6. Se5xf7 möglich wird, der nach 6. … Ke8xf7 7. Dd1–h5+ Kf7–e6 8. Dh5–g4+ Ke6–f7 9. Dg4–h5+ Kf7–e6 aber nur zum Dauerschach reicht. Mit 8. c4 oder 8. g3 wurde versucht weiterzuspielen.
4. … Sd5–b6 (Schmid-Variante)
4. … Sb8–c6 ermöglicht wegen 5. c2–c4 Sd5–b6 6. e5–e6 f7xe6 (6. … Lc8xe6? verliert wegen der Bauerngabel 7. d4–d5) die chancenreiche Gambit-Variante.
Die letzte Fortsetzung führt in eine scharfe Gambit-Variante, welche mit einem Hemmungsopfer verbunden, die schwarze Stellung in der weiteren Entwicklung stören soll und in der Regel zu einer sehr offenen schwarzen Stellung führt. Analysen des deutschen FIDE-Meisters Jürgen Haakert haben die Spielbarkeit dieser offenen und riskanten Stellung für Schwarz unter Beweis gestellt. 